# Pseudobulweria rostrata
Pseudobulweria rostrata е вид птица от семейство Procellariidae. Видът е почти застрашен от изчезване.

## Разпространение
Видът е разпространен в Американска Самоа, Австралия, Гуам, Микронезия, Нова Каледония, Фиджи и Френска Полинезия.